# Сиваченко, Михаил Степанович
Михаил Степанович Сиваче́нко (1897 — 1943) — советский учёный, специалист по эксплуатации различных сельскохозяйственных машин, конструктор-изобретатель.

## Биография
Член РКП(б) с 1920 года.
Окончил МММИ имени Н. Э. Баумана (1930). Академик ВАСХНИЛ (1935), председатель секции механизации. Заведующий лабораторией механизации зерноуборки (1938–1940), консультант (1940–1941), с 1941 года — директор ВНИИ механизации и электрификации сельского хозяйства (ВИМ).
Занимался разработкой новых с.-х. машин, комбайнов. Организовал при ВИМ лабораторию гидросиловых установок, в которой разработаны инструкции по ремонту и эксплуатации плотин на малых реках. Предложил простой способ реконструкции мельниц, в несколько раз повышающий их производительность.
Умер 29 июня 1943 года. Похоронен в Москве в старом колумбарии Введенского кладбища.

## Награды и премии
- орден Ленина (1936).
- Сталинская премия третьей степени (1949 — посмертно) — за создание и внедрение в производство свёклокомбайна «СПГ-1»